# Leander Dendoncker
Leander Dendoncker (født 15. april 1995) er en belgisk professionel fodboldspiller, som spiller for Aston Villa, og Belgiens landshold.

## Klubkarriere

### Anderlecht
Dendoncker kom igennem Anderlechts ungdomsakademi, og gjorde sin førsteholdsdebut i januar 2013. Han spillede i sin tid i klubben 171 kampe på kryds af alle turneringer.

### Wolverhampton Wanderers
Dendoncker skiftede i august 2018 til Wolverhampton Wanderers på en lejeaftale med en købsobligation. Aftalen blev gjort permanent i juli 2019. Han scorede sit første Premier League mål den 2. februar 2019 i en 1-3 sejr over Everton.

### Aston Villa
Dendoncker skiftede i september 2022 til Aston Villa. Han scorede sit første mål for klubben den 26. december 2023 i et 3-2 nederlag imod Manchester United.

#### Leje til Napoli
Dendoncker skiftede i januar 2024 til italienske Napoli på en lejeaftale som inkluderer en købsoption.

## Landsholdskarriere

### Ungdomslandshold
Dendoncker har repræsenteret Belgien på flere ungdomsniveauer.

### Seniorlandshold
Dendoncker debuterede for Belgiens landshold den 7. juni 2015.

## Titler
Anderlecht
- Belgiens 1. division A: 1 (2016-17)
- Belgisk Super Cup: 2 (2013, 2014)